# Aeroportul Regional Concord
Aeroportul Regional Concord (IATA: USA, ICAO: KJQF, FAA LID: JQF) este un aeroport din Carolina de Nord, Statele Unite ale Americii ce deservește zona Concord⁠(d). Aeroportul a fost tranzitat în 2019 de 359.974 de pasageri. A fost numit după zona deservită.
Situat la o altitudine de 215 m, aeroportul dispune de 1 pistă.

## Infrastructură

### Piste
Aeroportul dispune de o singură pistă. Pista 02/20 are suprafața de asfalt și dimensiunile 7.400 picioare × 100 picioare. 